# Sant’Angelo in Pontano
Sant’Angelo in Pontano ist eine italienische Gemeinde (comune) in der Provinz Macerata in der Region Marken.

## Geografie
Die Gemeinde liegt etwa 60 km südlich von Ancona, etwa 23 km südlich von Macerata und etwa 27 Kilometer westsüdwestlich von Fermo. Sant’Angelo in Pontano grenzt an die Provinz Fermo. Die Gemeinde ist Teil der Comunità montana Monti Azzurri.

## Persönlichkeiten
- Nikolaus von Tolentino (1245–1305), Augustiner-Eremit